# Jainism

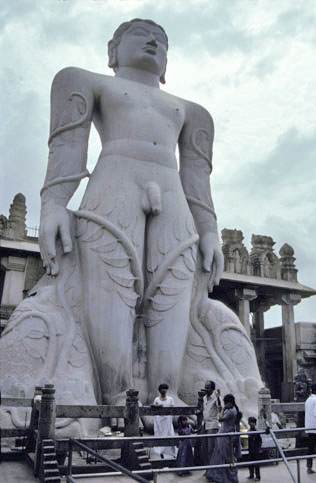
Statuia lui Gommateshvara din Shravanabelagola, Karnataka se înscrie în tradiția Digambara și este cel mai înalt monolit jainist din lume.

Jainismul, sub denumirea tradițională Jain Dharma (जैन धर्म), este una din cele mai vechi religii și filozofii ale lumii, găsindu-și rădăcinile în India antică și preistorică. Tradiția spune că această credință a fost propovăduită de o succesiune de douăzeci și patru de Jinas (cuceritori) sau tirthankarași, dintre care ultimul, Mahavira (cca. sec. al VI-lea î.Hr.) a avut o importanță decisivă, fiind considerat de unii istorici fondatorul jainismului modern.
Comunitatea jainistă are, în ciuda dimensiunii sale reduse, o influență religioasă remarcabilă în țara originară, India, unde există 4,2 milioane de adepți, dar și în Statele Unite, Europa de Vest, Africa și Orientul Îndepărtat, unde se răspândește datorită creșterii numărului de imigranți jainiști și a susținerii fervente a tradiției ascetice Shraman (श्रमण).
Jainismul se înscrie în grupul de credințe dharmice și nu este o ramură vedică, ortodoxă (astika) a spiritualității indiene așa cum sunt școlile din cadrul hinduismului, ci împreună cu budismul formează un curent religios eterodox (nastika). Ortodoxismul și eterodoxosimul vor conviețui în spațiul indian influențându-se, realizând un transfer osmotic de idei filozofice, mitologice și religioase, proces care va fi resimțit din plin și de jainism. Cărturarul hindus Bal Gangadhar Tilak atrage atenția că jainismul a contribuit la încetarea sacrificiilor de animale din religia vedică și că tot lui îi datorăm apariția conceptului non-violenței, Ahimsa.
Jainismul a înrâurit în mod semnificativ sfera etică, politică și economică din India pentru aproape trei milenii, dar și creștinismul. Filozofia jainistă se poate rezuma la independență și egalitate spirituală între toate formele de viață și la o non-violență dusă până la paroxism. Autocontrolul, vrata (व्रत), este mijlocul prin care practicanții acestei religii obțin atotcunoașterea (kevala jnana) și în final împlinirea, integrarea sufletului în adevărata natură (moksha) și debarasarea de karma și de ciclul reîncarnărilor.
Jainiștii au o tradiție străveche în ceea ce privește erudiția. Nu este surprinzător că ei formează comunitatea religioasă cea mai învățată a Indiei și că bibliotecile acestora sunt cele mai vechi din acest subcontinent.

## Istorie

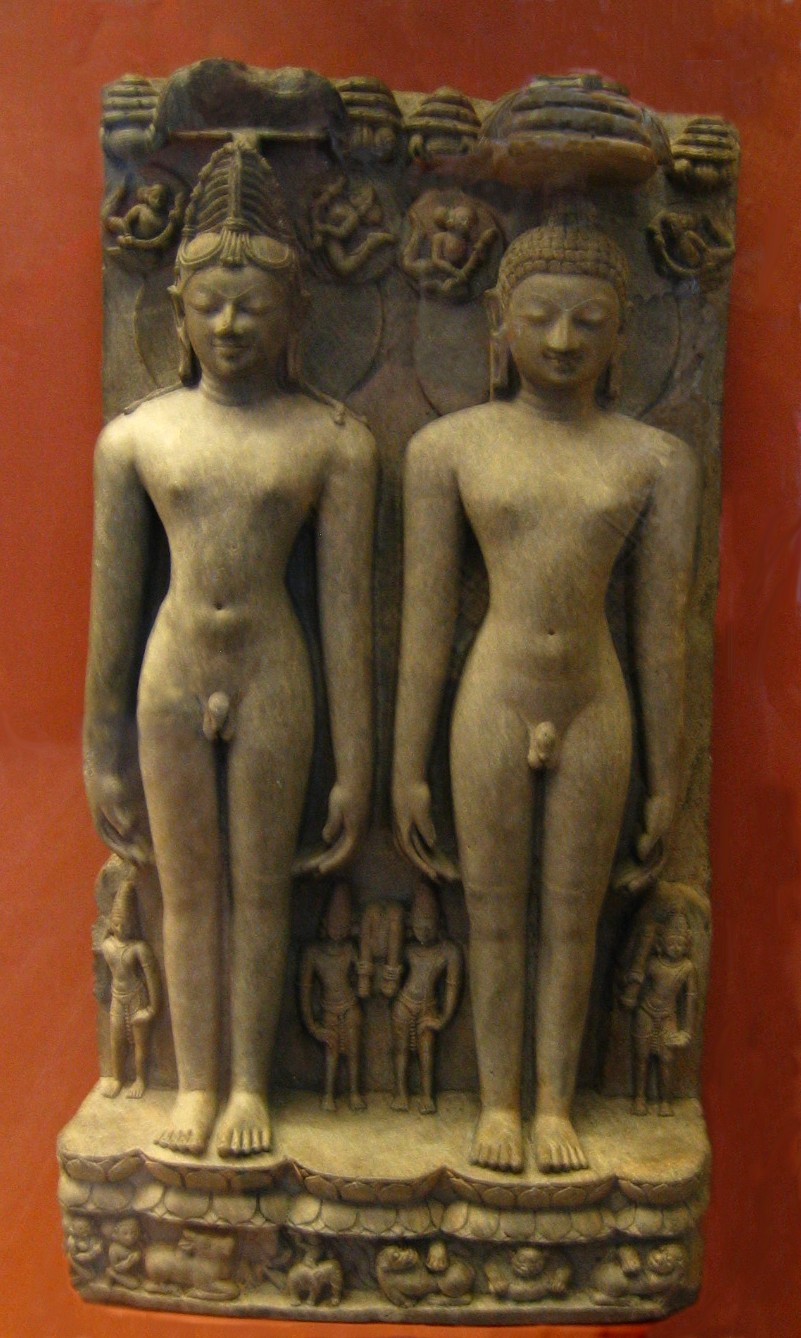
Sculptură reprezentând doi întemeietori ai jainismului: în stânga, Rishabha, primul dintre cei 24 de tirthankarași, o personalitate legendară, neconfirmată istoric; în dreapta Mahavira, ultimul dintre cei 24, întregitorul și reformatorul acestui sistem religios și filozofic. Poziția personajelor este tipică în iconografia jainistă. Corpul idealizat, aproape lipsit de detalii relevă efectul exercițiilor yoga, imobilitatea și rigiditatea lui sugerează "revocarea trupului" (Kayotsarga), despărțirea de materialitate.

Vardhamana Mahavira nu este fondatorul jainismului, cu toate că mulți îi atribuie acest rol. El doar a reînviat un cult străvechi și l-a făcut popular în India prin forța exemplului și prin diferite predici și a finalizat misiunea celor 24 de profeți tirthankarași. Se observă însă că toți profeții au trăit în ținutul Kalinga (Orissa de astăzi) și au avut o biografie similară, renunțând la statutul lor regal și formând comunități religoase, ceea ce ar putea reprezenta doar o proiecție a vieții lui Mahavira în vremuri ancestrale. Potrivit legendei, primul dintre tirthankarași se numește Rishabha, a trăit cu cel puțin 30-40 de generații în urma lui Mahavira (cca. 1500 î.Hr.), a dus o viață ascetică și a fost venerat în orașul Pithunda, distrus ulterior de Mahapadma Nanda. În general viețile profeților jainiști sunt descrise mai mult legendar, decât istoric, singurele persoane a căror existență a fost dovedită de cercetători fiind ultimii doi din cei 24: Parshva și Mahavira.
Parshva sau Parsvantha (cel de-al 23-lea tirthankaraș) a trăit cu 200-250 de ani înaintea lui Mahavira, s-a născut în jurul anului 872 î.Hr și a fost fiul unui rege din Benares. Părăsindu-și bogățiile a devenit ascet și a obținut cunoașterea absolută. A fondat opt comunități de la care e posibil să se fi inspirat și secta lui Mahavira, apoi a murit după vârsta de 100 de ani.
Fiu al regelui Siddhartha, Vardhamana Mahavira s-a născut într-o familie domnitoare aparținând castei războinice (Kshatriya) în Kundalpur, o așezare din regatul străvechi Vaishali (astăzi, Bihar). Unele surse notează că 599 î.Hr. este anul nașterii lui Mahavira, susținând că el s-a născut înainte de Buddha (cca. 560 î.Hr.), în timp ce alte surse plasează acest eveniment după nașterea fondatorului budist, în 539 î.Hr. sau 549 î.Hr. Mama sa, Trishala, a avut niște vise prevestitoare care anticipau misiunea mesianică a lui Mahavira. La vârsta de 28 de ani (sau 30 după alte legende) el își abandonează familia, regatul și toate posesiile materiale și devine ascet, nu înainte însă de a se fi căsătorit cu o tânără nobilă și de a fi avut cu ea un copil. Timp de 12 ani va pribegi prin lume ducând o viață plină de austerități severe, trăind mai ales prin păduri izolate și regiuni deluroase locuite de triburi primejdioase. După 13 luni de la despărțirea de lumea materială, el își leapădă veșmântul monahal, umblând pentru tot restul vieții complet gol ca semn al detașării supreme și al abjurării sinelui. După cei 12 ani, la vârsta de 40 (42) de ani el va obține starea extatică de Jina ("cuceritor") eliberându-se complet de ciclul reîncarnărilor. În următorii ani se va întoarce în societate pentru a predica învățăturile dobândite și pentru a organiza un ordin ascetic care va rămâne devotat doctrinei lui și o va transmite posterității.
Spre deosebire de budism, jainismul nu apare ca o reacție a claselor princiare împotriva societății brahmanice, ci se sedimentează treptat de-a lungul timpului, rupându-se de filozofia și credințele tradiționale. Mahavira vrea să se integreze într-o societate deja existentă, nu este fondatorul unei doctrine noi, ci îmbogățește și reformează una preexistentă. Din acest punct de vedere, jainismul trebuie considerat mult mai vechi decât budismul, cu toate că multe din elementele actuale ale acestei religii au fost adăugate de Mahavira, contemporanul lui Buddha. Primele texte budiste din limba pali vor considera jainismul o sectă rivală și îi vor numi pe adepții ei Nirgrantha, "desfăcuți de toate legăturile", adică descătușați, eliberați. Mahavira este menționat de budiști cu numele Niggantha Nathaputta. În spațiul indian, jainismul s-a remarcat față de celelalte religii prin consecveță doctrinară, nefăcând concesii hinduismului sau altor credințe așa cum de exemplu au făcut budiștii mahayaniști după epoca dinastiei Gupta. Hinduiștii au rămas chiar indiferenți în ceea ce privește jainismul, nevăzând în el o amenințare sau o formațiune rivală. Aceasta se datorează mai cu seamă faptului că jainismul a atras puțin adepți din cauza dificultății practicării ascetismului, a accentului implacabil pus pe austeritate și pe auto-mortificare.
După moartea lui Mahavira, mesajul acestuia s-a îndreptat cu precădere spre clasele nobiliare și militare, cu toate că succesele jainismului au fost reduse și aproape inobservabil, fiind eclipsat de ascensiunea budismului și a unor sisteme filozofice hinduse ca Ajivika, Carvaka sau Samkhya. Tradiția consemnează un număr de 14.000 de călugări și 36.000 de călugărițe, deși unii cercetători consideră aceste date exagerate și surprinzătoare având în vedere că în jainismul timpuriu femeile nu puteau cultiva nuditatea monahală și nu puteau obține deci eliberarea. Datorită eforturilor depuse de comunitate, jainismul a început să capete recunoaștere în sec. al IV-lea î.Hr. când s-a instaurat dinastia Maurya. Se spune că primul lor rege, faimosul și legendarul Chandragupta Maurya, fondatorul Imperiului Mauryan, a lăsat în urmă tronul la bătrânețe și a devenit un ascet jainist sub îndrumarea călugărului Bhadrabahu.
După epoca mauryană, jainismul s-a răspândit în sudul Indiei unde a migrat o mare parte din comunitatea religioasă. Mulți regi indieni sudici s-au convertit la această credință și au susținut-o. De asemenea, jainismul a înflorit și pe coasta estică a Indiei, în Andhrapradesh și Orissa (tărâmul natal al lui Mahavira). În vestul Indiei, jainiasmul s-a răspândit în perioada medievală în statul Gujarat sub egida conducătorului Kumarpal. Invazia islamică din secolul al XIII-lea a retezat răspândirea jainismului, dar nu a dus la dispariția acestei religii din cauza înaltului grad de disciplină monastică și a angajamentului călugărilor față de modul de viață autoimpus. În timpul stăpânirii britanice din India (1757-1947) jainismul a suferit un proces de hinduizare crescândă.

### Răspândire geografică
Jainismul a fost o forță culturală, filozofică, politică și socială majoră încă de la germinarea civilizațiilor în Asia, iar sfera sa a depășit granițele Indiei moderne pătrunzând în Orientul Apropiat și regiunea mediterană. În unele perioade istorice jainismul se găsea în întreaga Asie meridională: Sri Lanka, Pakistan, Bangladesh, Myanmar și Afghanistan. Influența sa în Biharul antic a dus probabil la apariția budismului. Tradiția budistă a susținut mereu că jainismul era deja o credință străveche și bine înrădăcinată în acea regiune, când au apărut Buddha și Mahavira.
Astăzi jainiștii pot fi găsiți pe întreg teritoriul indian, cu preponderență în Maharashtra, Rajasthan și Gujarat. Jainismul se extinde și în Occident prin emigranți indieni sau prin convertirea non-indienilor. Statele Unite, Marea Britanie, Canada și Africa de Est (Kenya, Tanzania și Uganda) au comunități însemnate de jainiști. Jainismul american împacă toate sectele din cadrul acestei religii și a fost fondat de avocatul indian Virachand Gandhi. Comunități mai mici există în Nepal, Africa de Sud, Japonia, Singapore, Malaysia, Australia, Fiji și Surin.

## Schisma

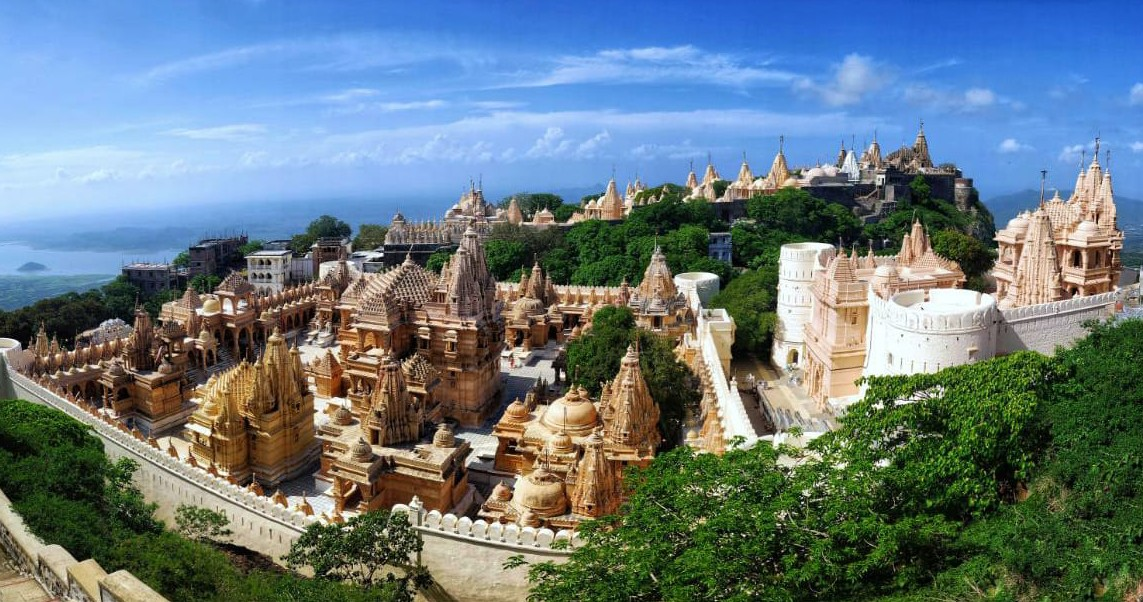
Shatrunjay Tirth, cel mai mare grup de temple din lume la Palitana în Gujarat, dedicat primului Jain Tirthankar, Lord Rishabhdev.

Primele dezacorduri din interiorul comunității jainiste au apărut încă din vremea lui Mahavira, când mulți adepți i-au imitat practica nudității ascetice, în timp ce alții, deja familiari cu învățăturile lui Parshva și a altor tirthankarași din trecut au pătruns în noua sectă fără să abandoneze veșmintele și alte deprinderi mai vechi. Diferențele s-au accentuat când conducătorul călugărilor jainiști a prevăzut foametea ce avea să răvășească nord-estul Indiei Acharya Bhadrabahu și a migrat în sud cu aproximativ 12.000 de asceți. Peste 12 ani, când s-au întors au găsit o nouă sectă care se formase în lipsa lor, ceea ce a dus la marea schismă a jainiștilor dintre Digambar, cei ce plecaseră cu Bhadrabahu, și Svetambar. În 453, consiliul Valabhi editează și compilează scrierile sacre tradiționale ale sectei Svetambar. Majoritatea deosebirilor dintre cele două formațiuni sunt minore și oarecum obscure.
În sanscrită, ambar înseamnă acoperământ asemănător unei haine. Dig, o formă mai veche a lui disha, se referă la cele patru puncte cardinale. Astfel adepții Digambara acceptă nudul ca formă ascetică considerând că hainele lor sunt cele patru puncte cardinale, că ei sunt „îmbrăcați în cer”. Jainiștii Digambar nu îmbracă veșminte deoarece consideră că ele sunt la fel ca toate celelalte posesii materiale, crescând dependența față de lumea faptică și dorința de a avea bogății, dorință care va duce mereu la durere și dezamăgire. Spre deosebire de ei, jainiștii Svetambar nu consideră goliciunea trupului o condiție esențialmente necesară pentru dobândirea eliberării și adoptă un veșmânt alb al purității, lipsit de cusături, care are în primul rând un scop practic (sveta înseamnă "alb"). Călugărițele jainiste (Sadhvis) se îmbracă în alb în amândouă sectele, însă credincioșii Digambar cred că ele nu pot atinge moksha (izbăvirea) în această viață, din cauza neputinței de a umbla dezbrăcate. Călugărițele Svetambar se pot elibera în viața actuală și, mai mult de atât, Mallinath unul din cei 24 de tirthankarași, a fost de fapt femeie. Alte diferențe mai puțin semnificative vizează biografia lui Mahavira: secta Digambar crede că înainte de perioada de schimnicie Mahavira a dus o viață de celibatar, în timp ce Svetambar îi atribuie o soție și o fiică. În tradiția iconografică a Digambarei, Mahavira va fi întotdeauna reprezentat complet gol, lipsit de ornamentații și cu ochii plecați. O altă discrepanță ține de cea mai importantă rugăciune jainistă, Navakar Mantra: Svetambar confirmă importanța tuturor celor 11 versuri care o alcătuiesc, dar Digambar și Sthanakavasis, o sectă care va apărea mai târziu, acceptă doar primele 5 versuri ca fiind veridice și autoritare.
În secolul al XVIII-lea, a avut loc o nouă schismă, de data aceasta în sânul sectei Svetambar, datorită intruziunii unor forme de venerare a templelor și de ritualism. Călugărul jainist Viraji inițiază o nouă mișcare care denunță adorarea imaginilor tirthankarașilor și construcția templelor care să le adăpostească. Noua sectă se va numi Sthanakavasis, numele ei provenind de la sthanakas, niște lăcașuri de cult neornamentate aflate în opoziție cu somptuasele și elaboratele temple jainiste. Procesul de sectarizare va continua mult timp în religia jainistă, și mai ales în ramura sa Svetambar, principalul motiv fiind atitudinea pozitivă sau reprobatoare față de venerarea de idoli: astfel apar secte murtipujaka (care adoră idolii), cum ar fi Murtipujaka, și non-murtipujaka (care sunt împotriva statuilor și a imaginilor), ca Sthanakavasis și Terapanthi.

## Doctrină
Jainiștii cred că fiecare om este responsabil pentru faptele sale și că toate ființele au un suflet etern, numit jīva, care este supus ciclului de reîncarnări. În această religie toate sufletele sunt egale pentru că toate au potența de a se elibera de reîncarnare, de alternanța obsesivă a nașterii și a morții. Această dezrobire poartă numele moksha (termen provenind din hinduism) sau nirvana (preluat sau împrumutat budiștilor). Tirthankarașii au devenit un model idealizat tocmai fiindcă au împlinit moksha. Pentru aceasta, la fel ca în hinduism și budism, omul trebuie să își anihileze karma, cea care susține ciclul renașterilor și care este un efect al faptelor și al năzuințelor. Jainismul cultivă un respect deosebit față de viață, bazat pe concepția egalitaristă și idealistă despre viață. Simpatia pentru toate formele ontice, umane sau non-umane, este pilonul central al religiei jainiste. Întruparea sufletului în om este o binecuvântare, e văzută ca o oportunitate pentru izbăvire și iluminare, căci superioritatea intelectuală a omului este puntea de legătură dintre sufletul individual și cunoașterea ideală. A ucide un om, indiferent de motiv sau de împrejurare, este o faptă abominabilă. Respectul pentru viață este însă puțin hiperbolizat, regulile monahale fiind deosebit de stricte în scopul protejării fiecărui animal, până și a celei mai mici insecte, iar vegetarianismul este impus atât călugărilor cât și laicilor.

### Tirthankarașii

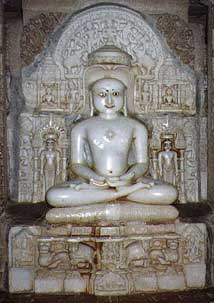
Statuia unui Tirthankara.

După cum s-a mai precizat, jainismul nu are un fondator unic, ci 24, adevărul revelându-se în etape succesive de câte un Tirthankara ("făcător de vaduri"). Un Tirthankara nu este o ființă divină, ci un om la fel ca toți ceilalți, dar care datorită virtuților sale devine un model al întregii omeniri, capătă omnisciență și se apropie de ceea ce ar putea fi numit divinitate. Ei mai sunt numiți și Arihanta (Arhat), Kevalin, Vitragi sau Jina. Literalmente, arihanta înseamnă "nimicitorul vrăjmașului interior", adică distrugătorul celor patru tipuri de karma imanente sufletului (ghatiya karma); Kevalin semnifică "posesorul omniscienței"; Vitragi este un termen mai complex și este echivalent cu expresia "cel care nu mai are atașament sau antipatie față de nimeni", este sinonimă cu independența câștigată de un suflet care nu este atras sau respins de nici un reper al lumii înconjurătoare Această neatârnare spirituală nu are ca metodă învingerea sentimentului, permanenta luptă cu un sine instinctual, ci este mai degrabă o înălțare deasupra acestor elemente umane și cucerirea lor. Calea urmată de cei 24 de tirthankarași este cea non-violenței, a lipsei totale de aprehensiune și angoasă, a propovăduirii iubirii și prieteniei, a lărgirii orizonturilor dusă până la totala cunoaștere și a dezrădăcinării de orice dorință sau stăruință.
Cei 24 de tirthankarași sunt rodul a ceea ce se poate numi în filozofia jainistă "vârsta noastră cosmică" (Ara); apariția unor astfel de profeți nu este un eveniment unic în existența universală: au mai existat și vor mai exista asemenea succesiuni de câte 24 de tirthankarași și în alte vârste cosmice. Asemenea profeți se revelează așadar în fiecare "vârstă" pentru a izbăvi lumea aflată în plină decadență în care se nasc. Într-o lucrare teologică Acharya Somdev Suri, explică că numărul de 24 de jinas este prestabilit în fiecare asemenea unitate temporală, spre deosebire de cel al planetelor și al stelelor care nu pare a fi limitat de legile naturii. Toate ciclurile deci au condiția intransigentă de a poziționa elementele paradiziace unde trebuie și cum trebuie astfel încât să creeze consecutiv 24 de profeți.
Tirthankarașii erei noastre, în ordine cronologică, sunt: Adinatha (sau Rishabha Deva), Ajitanatha, Sambhavanatha, Abhinandananatha, Sumatinatha, Padmaprabha, Suparshvanatha, Candraprabha, Pushpadantanatha (sau Suvidhinatha), Shitalanatha, Shreyansanatha, Vasupujya, Vimalanatha, Anantanatha, Dharmanatha, Shantinatha, Kunthunatha, Aranatha, Mallinath, Munisuvratanatha, Naminatha, Neminatha, Parshvanatha și Mahavira (sau Vardhamana).

### Divinitatea
Ca și budiștii, jainiștii nu recunosc existența unui zeu universal care este responsabil pentru creația lumii și conservarea acesteia. În jainism nu există cauză primă sau o "cauză a tuturor cauzelor". Textul sfânt Mahapurana solicită fiecărui om să respingă ideea de zeitate supremă cu puteri demiurgice și să-și pună următoarele întrebări: "Dacă Dumnezeu a creat lumea, unde era El înainte de a o crea? [...] dacă spuneți că este transcendent și nu avea nevoie de ajutor, unde este El acum? [...] Și cum poate un Dumnezeu imaterial să făurească o lume materială? Dacă Dumnezeu este de-a pururi perfect și complet, cum a putut să-i apară dorința de a construi?" și apoi să concluzioneze: "Trebuie să știi că lumea este increată la fel cum timpul însuși este, fără început și fără sfârșit... Increată și indestructibilă ea suferă din cauza propriilor constrângeri și se împarte în trei secțiuni - iad, pământ și paradis.". Chiar dacă jainismul nu împărtășește aceeași idee despre Dumnezeu ca iudaismul, creștinismul, islamul sau hinduismul, el promovează ideea de ființe divinizate care sunt demne de devoțiune. De aceea nu este ușor de stabilit dacă această religie este una ateistă, ci, așa cum propune Heinrich Zimmer, putem vorbi de un "transteism", adică de un sentiment de imposibilitate de afirmare sau negare a existenței lui Dumnezeu. Astfel jainismul postulează rolul misterului în cunoașterea cosmosului infinit. Universul se află sub semnul indeterminabilului, a indescriptibilului (avaktavaya), fiecare component al lui poate exista (syadasti) sau nu (syatnasti).
Un avantaj al acestui agnosticism jainist este înlăturarea polemicilor legate de existența răului (existență atât de discutată de religiile avraamice) prin simplul fapt că ea nu contrazice principiul unei ființe sacre supreme și omnipotente de o infinită bunătate.
În timp ce jainiștii își exprimă incertitudinea legată de existența Dumnezeului, ei cred în divinizarea arhaților și a tirthankarașilor și ale unor zeități minore, care deși sunt suflete întrupate, se bucură de o libertate lărgită și au un nivel superior de cunoaștere și inteligență. Pentru unii jainiști, aceștia sunt activi, concreți, răspund cererilor credincioșilor, răsplătesc rugăciunile sincere, îndrumă omenirea pe calea cea bună și veghează asupra activităților cosmice. Alții consideră că obținând eliberarea ei nu mai au nici o tangență cu lumea noastră, nu intervin în niciun fel și sunt indiferenți față de umanitate și rugăciuni. Mai mult, ei nici nu cer oamenilor venerarea imaginii lor, pentru că aceasta ar fi o dorință, iar dorința este incompatibilă cu moksha. Tirthankarașii sunt, cu toate acestea, supuși devoțiunii în ambele cazuri, dar diferă modul în care este realizată această devoțiune: ori se venerează aceste entități ca niște epifanii, adică ca niște ființe în sine ori imaginea lor îi conduce pe oameni doar la contemplarea idealului, a sufletului pur, omniscient, fericit și etern și se revelează virtuțile zeității. Metaforic vorbind, "Dumnezeul jainist" are caracteristicile inerte și constante ale sufletului pur prezent în fiecare viețuitoare, este Cunoașterea Infinită (Ananta Jnāna), Percepția Infinită (Ananta Darshana), Conștiința Infinită (Ananta Cāritra) și Bucuria Infinită (Ananta Sukha).

### Cosmologia și perioadele cosmice
Credințele jainiste postulează că Universul (loka) nu a fost niciodată creat și nici nu va înceta vreodată să existe; el este independent, sieși suficient și aprioric și nu cunoaște o forță (divină) superioară lui care să îl guverneze și să-i modifice legile. Spre deosebire de ideologia budistă, acest univers este real, nu reprezintă o iluzie. Termenul filozofic jainist Loka se apropie de concepția occidentală despre univers și reprezintă de fapt suportul spațiului nostru tripartit format din rai (Urdhvaloka), pământ (Madhyaloka) și iad (Adholoka). Asemănătoare unui organism, Loka este permanent dinamică și schimbătoare și are propriile limite, înscriindu-se într-o tridimensionalitate infinită și statornică, într-un vacuum unde nu există absolut nimic, numit Aloka. La frontiera dintre Loka și Aloka cei iluminați și eliberați își găsesc odihna ultimă. Universul nostru, Loka, are șase elemente constitutive împărțite în două grupe:
- elementul jiva sau elementul vital, esența vieții: sufletul
- elementele ajiva, cele lipsite de suflet sau viață: timpul (kala), spațiul (akasa), mișcarea (dharma), stabilitatea sau inerția (adharma) și materia (pudgala).

Prin extrapolarea acestor elemente din Loka în Aloka, ele ar trebui să apară ca o negație: astfel în Aloka nu există timp, spațiu, suflet, materie, principiu dinamic sau static. Ea este vacuitatea absolută, opusul Lokăi. Includerea Lokăi în Aloka, două principii absolut contradictorii, nu este surprinzătoare în jainism, ci pare chiar firească: pseudo-universul infinit Aloka cuprinde universul spațial, mărginit, așa cum spațiul imaterial cuprinde materia, forma sau corpul și cum materia integrează spiritul, în cazul viețuitoarelor.
Timpul este de asemenea un principiu neatârnat, transcendental și, în conexiune cu spațialitatea cosmică, capătă caracter ciclic divizându-se în două perioade: Utsarpinis (etapa de ascensiune) și Avsarpinis (etapa de regres). Cele două etape antagonice formează un ciclu temporal (Kalchakra). Utsarpinis și Avsarpinis sunt împărțite în câte șase perioade inegale intitulate vârste cosmice (Ara). În etapa Utsarpinis, totul progresează, pornind de la o stare haotică, mizeră; apar și se dezvoltă etica și religia, iar inteligența, sentimentul de bucurie, lungimea vieții și dimensiunea corpului se măresc din ce în ce mai mult. În Avsarpini, lumea intră în starea de decadență, noțiunile etice se deteriorează, sunt ridiculizate și luate în râs, oamenii scad în dimensiune și în capacitate intelectuală și vor ajunge să trăiască cel mult 20 de ani și să locuiască în grote. După părerea jainiștilor noi ne situăm în a cincea Ara din faza Avsarpini, cu aproape 19.000 de ani înainte de următoarea Ara. După etapa Avsarpini va începe o nouă Utsarpinis, continuând la infinit repetiția Kalchakrei. Ca și celelalte religii, jainismul relatează epoca ideală a umanității, cea situată la îngemănarea celor două etape cosmice, Utsarpinis și Avsarpinis, când se spune că au existat oameni uriași care primeau tot ce le era necesar de la niște "pomi ai dorințelor" (Kalpavrksa) și care se nășteau nu sub un singur trup, ci ca doi gemeni (Yugalika), un băiat și o fată, care rămâneau nedespărțiți toată viața. Acesta poate fi un simbol al omului absolut ce integrează și balansează atât trăsături feminine cât și masculine.
Filozofia jainistă se bazează pe principiul adevărului etern și universal care este uitat de oameni în primul și ultimul Ara și care va apărea prin intermediul învățăturilor unor persoane iluminate. Fiecare perioadă cosmică va aduce câte 63 de lideri, dintre care doar 24 vor avea valoare religioasă și anume profeții tirthankarași, restul stăpânitori ai universului (12 la număr) sau eroi.

### Sufletul
Diferit de sufletul hindus atman din Upanișade, ideal, amorf și lipsit de orice proprietăți, cel jainist, jiva, are dimensiuni modificabile și este susceptibil schimbării, se poate dilata și contracta în funcție de circumstanțe și de încărcătura karmică pe care o posedă. Sufletul se înfiripă în trup încă din pântecele mamei și are dimensiuni foarte reduse, iar după naștere își va lărgi volumul treptat, odată cu creșterea corupului pe care îl va învălui. După moarte, sufletul se minimalizează din nou la dimensiunea unei semințe care e pregătită să primească un nou trup și să rodească. Trupul capătă astfel rolul unui recipient care găzduiește temporar sufletul. Jiva sunt infinite ca număr, increate și indestructibile și se întrupează conform karmei în zei, oameni, animale, plante, chiar și în pietre, minerale, ape, etc. considerate de jainiști purtătoare de suflet. Ele sunt caracterizate de atotștiință și fericire deplină, dar aceste calități nu pot fi conștientizate și actualizate din cauza subjugării lor în lumea materială care le obturează. De aceea scopul jainistului este să se elibereze complet de ciclul reîncarnării și de karma și să intre în contact direct cu însușirile eterne ale sufletului.
În funcție de gradul de dependență, sufletele se împart astfel:
- nirtya siddhas - sufletele de-a pururi perfecte
- mukta - sufletele eliberate care nu se vor mai naște din nou
- baddha - sufletele aservite materiei și fluxului karmic, care continuă să se nască și să moară

Conform credinței jainiste, sufletul este omniprezent în natură: el se află în fiecare rocă sau picătură de apă, în bătaia vântului, în pâlpâirea flăcării și în razele de lumină. De aceea când un om bea apă sau mănâncă, el comite fără voie un mare păcat, cel de a provoca durere unei ființe și de a dăuna ordinea sufletelor ascunse în ele făcându-le să caute un nou adăpost. De aceea adepții acestei religii se feresc pe cât posibil să vătame natura: reduc drastic consumul de alimente și apă, nu mănîncă cartofi, usturoi și ceapă fiindcă cred că plantele cu rădăcini sau tuberculi comestibili au suflete multiple și folosesc lampa cît mai puțin pentru a nu risipi lumina. Monahii chiar își acoperă gura cu o bucată de pânză albă, pentru a nu inhala insecte sau ființe microscopice și nu fac mișcări bruște pentru a nu perturba aerul, vântul sau praful. Jainiștii disting cinci tipuri de suflete, după modul de distibuire a simțurilor:
1. Ekendriya - Cele cu un simț (simțul tactil), care la rândul lor se divid în cinci categorii:

- cu întrupare telurică: noroi, nisip, roci, metale, etc.
- cu întrupare acvatică: rouă, iarbă, gheață, ploaie, mări, oceane, etc.
- cu întrupare arzătoare: focul, fulgerul, etc.
- cu întrupare aeriană: vântul, ciclonul, etc.
- cu întrupare vegetală: plantele cu un suflet (copacii, florile, semințele), plantele cu suflet multiplu (legumele cu rădăcini comestibile)

1. Beindriya - Cele cu două simțuri (simțul tactil și cel gustativ): scoici, termite, microbi și viermi.
2. Treindriya - Cele cu trei simțuri (tactil, gustativ și olfactiv): păduchi, molii și furnici.
3. Chaurindriya - Cele cu patru simțuri (tactil, gustativ, olfactiv și vizual): scorpioni, greieri, muște, viespii, lăcuste și păienjeni.
4. Panchendriya - Cele cu cinci simțuri (tactil, gustativ, olfactiv, vizual și auditiv):

- ființe "infernale" care trăiesc în iad și care experimentează cea mai mare formă de suferință.
- "animalele", prin care se înțeleg de fapt doar ființele non-umane superioare evolutiv insectelor.
- oamenii, singura formă de jiva care poate obține eliberarea în mod direct, fără a fi nevoie de alte renașteri.
- ființe "celeste", cea mai fericită formă pe care o poate lua jiva în lumea materială[32].

### Karma și reîncarnarea
În jainism karma nu este doar un efect abstract al activității umane, ci reprezintă o substanță invizibilă care impregnează sufletul și care, având aceeași structură ca trupul, se înscrie în rândul elementelor materiale ajiva. Karma este fluidul care leagă sufletul de materie, făcîndu-i imposibilă independența și eliberarea. Jainiștii și-au imaginat-o ca o masă de particule atomice magnetizate de sentimentele, de năzuințele și acțiunile lui jiva. Cât timp karma rămâne în corp, sufletul se află într-o stare de vasalitate, puritatea, transcendența și strălucirea sa fiind acoperite esența karmică, întunecată și grosieră. Efectul este subminarea atributelor spirituale: balanța interioară este perturbată cauzând îndoieli și confuzie, omnipotența se anulează, natura fericită a sufletului este obscurată, ceea ce cauzează durere și suferință, puterea intuitivă este obstrucționată, iar cunoașterea absolută este înghițită de nebuloasa ignoranței.
Eliberarea este posibilă când intrarea unor noi substanțe karmice este blocată de efortul individual. Astfel omul nu se eliberează decît când anihilează karma deja acumulată și împiedică fluxul de karma nouă. Procesul purificării interioare parcurge patru etape:
1. etapa Audayika este etapa obișnuită în care oamenii, din cauza ignoranței și a atașamentului pentru lumea materială, nu conștientizează daunele aduse de karma și nu fac niciun pas spre a se salva.
2. etapa Ksayapasamika este starea omului cu bunătate și conduită etică. În această stare o parte din karma este eliminată, iar o alta neutralizată, dar încă rămâne energie karmică activă.
3. etapa Aupasamika este statutul omului sfânt care prin penitență și autocontrol reușește neutralizeze toată karma, care încă mai există în suflet, dar este inactivă. Procesul este asemănat cu acoperirea unui foc cu cenușă.
4. etapa Ksayika este reprezentativă pentru omul eliberat care a distrus toată karma și care va ajunge în Nirvana sau Moksha.

Unii filozofi jainiști vor descrie apariția (sau anihilarea) monadelor karmice ca rezultat al unor leshyas ("înclinații mintale") caracterizate de diferite culori, explicând totodată și modul de determinare a viitoarelor încarnări. Ei vor împărți aceste atitudini sau înclinații în șase grupe (dintre care doar primele cinci sunt generatoare de karma) după criterii cromatice, dar și după faptele pe care le determină. Astfel există leshyas: 
- negre (krishna) specifice cruzimii, ferocității, lipsei de milostenie, animozității și geloziei. Cine moare având această atitudine față de ceilalți se va reîncarna în iad.
- albastre (neel) ce caracterizează mândria, lăcomia, îngâmfarea, ipocrizia, trădarea, lașitatea și disprețul față de religie. Cine moare cu leshya albastru va fi o plantă în viața viitoare.
- cafenii (kapot) semnificând o personalitate vindicativă, indolentă, impulsivă, irascibilă, care își pierde ușor echilibrul mintal. Oamenii care mor cu astfel de leshya vor deveni animale în viitorul apropiat.
- roșii (tejo) tipice prudenței, loialității, discernământului dintre bine și rău, generozității, binevoinței, religiozității și armoniei interioare. Orice om va muri cu această atitudine se va reîncarna din nou sub forma unei ființe umane.
- galbene (padma) simbolizând compasiunea, atitudinea iertătoare, considerația și care presupune o oarecare austeritate și detașare. Această leshya conduce la încarnarea sub forma unei ființe celeste.
- albe (shukla) întruchipând sufletul nepătimaș, imparțial, dezinteresat, detașat de tot ceea ce este material. Această atitudine desființează karma și desprinde omul de ciclul reîncarnărilor .

### Eliberare și omnisciență
Scopul suprem al jainismului este eliberarea (moksha sau nirvana) sufletului din ciclul samsara (de reîncarnări) și dezvăluirea potențelor latente ale acestuia (omnisciența, omnipotența, omni-percepția și bucuria supremă). Se consideră că izbăvirea a fost realizată în momentul în care jiva, monada spirituală, devine, prin practici ascetice, conștientă de întreg universul și capătă o cunoaștere empirică a esenței adevărului. Experiența cognitivă dobândită este absolută și nemijlocită și poartă numele de kevala jnana (cunoaștere pură). După căpătarea statutului de eliberat, sufletul continuă să trăiască în universul uman, până când survine moartea, care de această dată este definitivă din cauza lipsei de karma. După decesul trupului, sufletul se retrage într-o contemplație plenară și ideală la limita dintre cosmos și non-cosmos, dintre loka și aloka.
Evoluția sufletului către iluminare poate fi urmărită prin analizarea celor cinci etape de cunoaștere care culminează cu omnisciența: mati jnana (cunoașterea obișnuită, individuală, bazată pe intelect, simțuri, amintiri, logică și rațiune), sruthi jnana (cunoașterea îmbogățită de surse exterioare: studierea scripturilor, observarea simbolurilor și a semnelor; această cunoaștere are ca fundament atenția, analogia și înțelegerea), avadhi jnana (percepția super-senzorială prin depășirea facultăților obișnuite, a noțiunilor temporale și spațiale, adică prin intuiție), manahparyaya jnana (dobândirea abilităților telepatice, citirea gândurilor celor din jur) și kevala jnana (idealul de cunoaștere). Se observă că în jainism eliberarea este comisă în mare parte într-o manieră cognitivă, cerebrală și intuitivă, atitudinea mintală fiind promotorul integrării în moksha și al exaltării întregii ființe.
Ca și celelalte religii dharmice, jainismul încurajează perceperea unui adevăr constant și transcendent. Dar realitatea se înfățișează în viziunea jainiștilor sub forme deosebit de neregulate și nestatornice: universul evoluează, se transformă, decade, se regenerează, intrând în contrast cu permanența lumii din filozofia hindusă și impermanența, inconsistența ei din cea budistă. De aceea, Mahavira a elaborat un sistem epistemologic numit Anekantavada (literal însemnând "doctrina lipsită de o fațetă unică", termenul se mai poate traduce prin "doctrina punctelor de vedere multiple") care susține că realitatea este percepută în foarte multe moduri, însă niciunul din ele nu este complet adevărat. Doar cei iluminați pot cunoaște absolut adevărul, în timp ce oamenii de rând vor ști doar un fragment irelevant al acestuia. Anekantavada se aseamănă cu subiectivismul și relativismul occidental. Sistemul filozofic va stimula jainiștii să tolereze și să ia în calcul opiniile celor din jur ca pe niște noi fețe prin care adevărul se lasă cunoscut și atrage atenția că nicio religie cu tendințe spre dogmatism, nici chiar de-ar fi o religie jainistă, nu poate revela realitatea, din cauza propriei limitări orizontice.
Doctrina jainistă folosește practicile meditative (yoga) pentru dobândirea scopului ultim. Prin cultivarea credinței în învățăturile tirthankarașilor, a cunoașterii adevărate a realității și a activității ascetice, exercițiile yoga sunt asociate cu cele trei bijuterii jainiste: cogniție corectă (samyagjnana), devoțiune corectă (samyagdarshana) și conduită corectă (samyakcaritra).

### Cele nouă Tattvas - temelia religiei jainiste
Filozofia jainistă poate fi rezumată la nouă principii fundamentale (tattvas) care reproduc teoria despre karma și despre eliberare. Fără cunoașterea acestor principii și a celor trei bijuterii jainiste (cunoaștere corectă, credință corectă, practică corectă) încercarea unui om de a progresa spiritual este vană. Cele nouă tattvas sunt următoarele:
| Jiva    | sufletul sau monada vitală                           | Jiva este singura entitate a universului dotată cu putere, cunoaștere și simțire. (Cosmologia) (Sufletul) Sufletul ↑] |
| Ajiva   | non-sufletul, componenta neînsuflețită a universului | Ajiva este latura universală lipsită de viață și de capacități cognitive și senzitive. (Cosmologia) |
| Asrava  | cauza influxului karmic                              | Asrava poate fi descrisă ca o atracție a sufletului pentru obiectele percepute senzorial. Este de fapt o totalitate de factori cauzali, favorabili karmei: ignoranța/iluzia (mithyatva), lipsa măsurii, a auto-restricției (avirati), neatenția și inconștiența (pramada), pasiunea (kashaya) și activitățile mintale, verbale și fizice (yoga). Un alt factor al influxului karmic este format de cele cinci păcate capitale, care vatămă integritatea și independeța sufletului indiferent dacă sunt comise sau doar plănuite în minte. Aceste păcate sunt violența, minciuna, furtul, plăcerea senzuală și avariția. |
| Bandha  | prizonieratul karmic                                 | Bandha descrie aglutinarea sufletului cu substanța karmei (karma pudgala), substanță care se instalează în trupul uman ca un nou corp, corpul karmana sau corpul cauzal. Se spune că fiecare particulă karmică are patru proprietăți: tip (prakriti bandha), durată (sthiti bandha), intensitate (anubhava bandha) și cantitate (pradesa bandha), dintre care ultimele trei sunt influențate de puterea emoțională cu care a fost comisă o faptă, iar primul este determinat de natura activității depuse. "Corpul cauzal" se află într-un continuu proces de modificare, el capătă noi particule de karma și le cedează pe cele vechi, și astfel, spre deosebire de corpul carnal, se reînnoiește permanent și revendică sufletului reîncarnarea. |
| Punya   | virtutea                                             | Punya este influxul de karma rezultat de înfăptuirea unor fapte generoase și benefice, ca oferirea adăpostului și a hranei, cinstea, purificarea minții, echilibrul fizic și psihic, etc. |
| Papa    | păcatul                                              | Papa este influxul de karma ca rod al unor păcate ca violența, desfrânarea, furtul, necastitatea, atașamentul, furia și înșelătoria. |
| Samvara | stoparea influxului karmic                           | Procesul Samvara este inversul Asravei și poate fi îndeplinit prin exerciții continue, meditație religioasă, înfrânarea trupului, a minții și a vorbei, puritate, iertare, austeritate, castitate, asceză, detașare, dragoste de adevăr și cucerirea și combaterea dorinței. |
| Nirjara | asanarea substanței karmice                          | Nirjana este procesul care elimină karma deja acumulată. Acest proces se produce în mod normal de la sine dacă karma inerentă sufletului își exercită influența asupra existenței actuale, dacă cauzează ceea ce era firesc să cauzeze, apoi este înlocuită de o altă karma. Urmarea cursului firesc al substanței karmice nu este însă îmbrățișat de jainiști, care sunt de părere că, pentru eliberarea sufletului, karma trebuie epuizată înainte de a fi "matură", adică înainte de a-și arăta efectele. Nirjana este efectuată printr-o austeritate foarte dificilă, prin reducerea drastică a alimentației și prin meditații realizate în singurătate totală.                                                                                |
| Moksha  | eliberarea totală                                    | Moksha este starea supremă pe care o aringe sufletul dezlănțuit de karma. Eliberare |

## Tradiții și practici
„[Jainiștii] neagă dumnezeul, venerează omul și hrănesc animalul dăunător”
(Edward Washburn Hopkins)
Călugării jainiști practică un ascetism foarte strict și se străduiesc să transforme existențele proprii curente în încarnări ultime. Laicatul, în schimb, urmează niște norme mai puțin riguroase, scopul lor fiind de a obține o credință rațională, și de a săvârși fapte bune. De asemenea, respectând etica jainistă, ei își aleg de obicei profesii care respectă și protejează natura și care ocolesc în totalitate violența cotidiană.
Jainiștii dezvoltă un tip de meditație numită Samayika, a cărei denominație înseamnă în limba sanscrită "calm" și derivă din cuvântul samaya (suflet). Scopul Samayikei este obținerea unei senzații transcendente de liniște imperturbabilă, care depășește variabilitatea ființei umane și identifică sufletul cu adevărul neschimbător al sinelui (atma). Meditația de acest tip pornește de la dobândirea stării de echilibru în timp, prin contemplarea regenerării nesfârșite a universului și a propriului jiva. Samayika capătă o importanță deosebită în timpul sărbătorii religioase Paryushana și este profesată în ritualul Pratikramana, din ultima zi (Samvatsari) din cele 8-10 ale festivității.

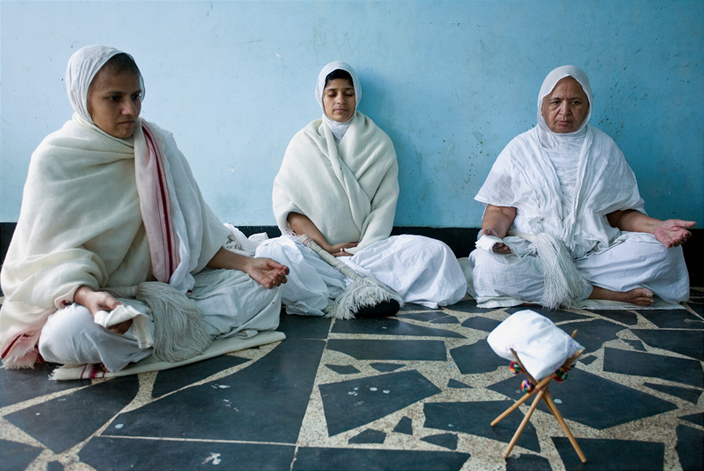
Călugărițe jainiste practicând Samayika

Jainiștii cred că Devas (îngerii și ființele celeste) nu pot ajuta sufletul omului să se elibereze, ci efortul trebuie să fie individual, prin efort și meditație. Dimpotrivă, devas nu sunt capabili să organizeze propria eliberare până la reîncarnarea în formă umană, fiindcă oamenii sunt singurele ființe înzestrate cu acest dar. Ca și în cazul budiștilor, conștientizarea adevărului este pur empirică, nu poate exista o mijlocire între veridicul atma și sufletul jiva. Jainiștii cred că eliberarea se produce din interiorul sinelui, prin intermediul atmanului conștientizat prin meditație.
Jain Dharma împărtășește o mare parte din concepte și credințe cu hinduismul. Amăndouă religiile respectă aceiași zei (Devas) și zeițe (Devis) și conțin elemente ca reîncarnarea și karma. Cu toate acestea există și diferențe izbitoare. De exemplu, varianta jainistă a epopeilor Ramayana și Mahabharata diferă cu mult de cea hindusă. Cât timp Rama este văzut de adepții hinduismului ca fiul lui Dumnezeu (Vishnu), jainiștii cred că acesta a obținut doar moksha, neavând credința într-un zeu suprem, creator.
Marele lider politic și spiritual Mahatma Gandhi a fost adânc influențat (mai ales sub patronajul filozofului Shrimad Rajchandra) de idei jainiste ca non-violența și existența protectoare, pacifistă și sinceră, integrându-le în propriul sistem filozofic.

### Codul moral și monahismul
Iluminarea sufletului este accesibilă doar monahilor, care, după inițiere, trebuie să adere la cinci "mari jurăminte" (mahavratas). Aceste legăminte sfinte îl obligă pe călugăr să nu recurgă la violență (jurământul ahimsa), să nu mintă (satya), să nu fure (asteya), să fie neprihăniți (brahmacarya) și să nu se simtă atrași de un obiect efemer (aparigraha). Aceste norme morale se aplică și în sfera mirenilor, dar sub o formă mai atenuată:  de exemplu, prin jurământul brahmacarya, un monah înțelege să își păstreze castitatea întreaga viață, în timp ce un laic este îndemnat doar să nu abuzeze de plăcerile trupului și să se păstreze curat până la nuntă. Diferențe majore există și în interpretarea principiului non-violenței, ahimsa. Laicii au doar datoria de a nu vătăma în mod conștient o ființă și de a păstra o alimentație vegetariană. Ei nu trebuie să lezeze fizic, verbal sau în gând nici un om sau vietate, nici chiar propria persoană. În schimb, sihaștrii iau măsuri suplimentare. Ei umblă desculți și mătură pământul din fața lor pentru a ocoli strivirea unei insecte cu piciorul, strecoară apa printr-un filtru pentru a nu atenta la viața microorganismelor și poartă o bucată de pânză peste gură pentru a respira fără inhalarea unei viețuitoare de mici dimensiuni. . Când pășesc fac mișcări prudente, nevătămătoare pământului și aerului, folosesc rar flacăra din lămpi pentru a proteja viața flăcării și când utilizează această lampă o acoperă ca să nu ardă organismele minuscule ale insectelor care se apropie de lumină. O altă măsură impusă este cea de a nu mânca după ce se înnoptează și astfel, de a micșora posibilitatea de ucidere a insectelor care mișună după hrană.
Deși condițiile sunt anevoioase pentru amândouă ramurile principale ale jainismului, călugării Svetambara se pot bucura de mai multe concesii față de digambarași. Svetambarașii au dreptul să folosească o serie de obiecte necesare unei vieți ascetice, cum ar fi veșmântul alb, bolul pentru pomeni, un pămătuf utilizat ca mătură și o bucata de pânză (mukhavastrika) ținută deasupra gurii. Spre deosebire, digambarașii umblă dezbrăcați cu excepția călugărilor novici cărora li se îngăduie un veșmânt de 1,4 metri lungime, își mătură calea cu o pană de păun și își cerșesc singura masă a zilei cu mâinile goale, fără a folosi un vas.
Atât svetambarașii cât și digambarașii îngăduie inițierea călugărițelor, în cadrul sectei Svetambara ele fiind chiar de trei ori mai numeroase ca bărbații asceți. Femeile însă nu vor beneficia de același prestigiu ca bărbații în interiorul comunității monahale jainiste și chiar vor fi obligate de convenție și de stipulația din diferite texte sacre să-i stimeze pe călugări chiar dacă unele se vor dovedi preeminente prin capacitatea de a învăța și de realizările spirituale. Femeile digambarașe au trebuit chiar să se mulțumească cu ideea necesității reîncarnării în trupul unui bărbat pentru realizarea iluminării.
Jainismul are, ca și alte religii, perspectiva păcatului, ca un rău ce trebuie eliminat în procesul de purificare sufletească. Cele mai cunoscute păcate combătute de religia jainisă sunt:
1. Pranatipata ---  violența
2. Mrshavada ---  neadevărul
3. Adattadana---  hoția
4. Maithuna ---  comportament necast
5. Parigraha ---  posesivitatea
6. Mithyatva ---  credința greșită
7. Krodha ---  furia
8. Mana ---  aroganța
9. Maya ---  iluzia
10. Lobha---  lăcomia
11. Raga ---  atașamentul
12. Dvesha ---  ura
13. Kalaha ---  zbuciumul, frământarea
14. Abhyakhyana ---  învinuirea, acuzarea
15. Paishunya ---  bârfa, calomnierea
16. Para-parivada ---  critica
17. Rati-Arati ---  preferințe: plăceri și neplăceri[45]

### Laicatul
Deși literatura jainistă timpurie pune accent îndeosebi pe rolul și metodele ascetismului, este de la sine înțeles că o mare parte a comunității religioase era alcătuită din laici care să-i susțină pe practicanții căii spirituale. Perioada medievală a impus o reflectare asupra menirii precise pe care îl au mirenii în raport cu religia. Conform dezbaterilor ce s-au desfășurat între secolul al V-lea și secolul al VII-lea, principiile morale ale laicatului trebuie să reflecte jurămintele ascetice. Credința laicilor va fi călăuzită de un ansamblu trinitar de principii numit "Cele trei giuvaeruri ale jainismului", care desemnează corectitudinea cunoașterii, credinței și purtării. Ei vor respecta de asemenea și o sumă de opt norme morale, asemănătoare, dar într-o formă diminuată, cu cele îneplinite de monahi: mirenii trebuie să ocolească să mănânce după înnoptare și să elimine din dietă carnea, mierea, vinul și unele fructe și rădăcini cu proprietăți speciale. De asemenea ei trebuie să se supună celor douăsprezece jurăminte neascetice: primele cinci sunt și cele mai esențiale și poartă numele anuvratas ("jurămintele mici"). Ele sunt o replică laică a mahavatas și impun abținerea de la violență, mistificare și fraudă, păstrarea loialității conjugale și limitarea bunurilor materiale. Anuvratas sunt întărite de trei gunavratas și patru shikshavratas.
Discrepanța dintre monahism și laicat va duce la o despărțire de obiectiv a celor două formațiuni sociale. Un călugăr urmărește să distrugă (nirjara) întreaga substanță karmică din suflet, în timp ce un neinițiat în tainele ascezei va dori doar să nu acumuleze (samvara) noi monade de karma prin respectarea codului moral. Deși s-ar putea crede că obiectivul laicilor nu este decât unul temporar, până când acesta se încarnează într-o existență care-i favorizează eliberarea, jainiștii cred că toate eforturile lor religioase (vegetarianismul strict, disciplina mentală, postirea, devoțiunea -bhakti sau venerarea -puja, etc.) nu fac decât să le sporească situația materială. De accea există un puternic contrast între austeritatea extremă a călugărilor și prosperitatea mirenilor jainiști.
Laicatul însă se va dovedi un susținător vehement al religiei și se va deda la o filantropie care cuprinde forme multiple. El va patrona iconografia sacră, va înălța, restaura și tutela temple și alte lăcașuri cultice și va fi un promotor al literaturii jainiste. Rezultatul acestor demersuri va fi reprezentat de înflorirea unei remarcabile arte religioase.

### Postul jainist
Postirea este des întâlnită la jainiști, mai ales în timpul ceremoniilor religioase și are două ramuri principale: postire totală, în care alimentele sunt respinse complet într-o anume perioadă și postire parțială, în care se restrânge doar numărul și cantitatea tipurilor de mâncare. Simbolizând victoria sufletului asupra dorinței materiale de supraviețuire și purificarea trupului și a spiritului, postul se prezintă sub diferite forme:  Chauvihar Upavas, care interzice consumul de hrană solidă sau lichidă pentru o întreaga zi, Tivihar Upavas, care, după apusul soarelui, prohibește orice alt aliment în afară de apă (apa trebuie fiartă în prealabil pentru distrugerea impurităților), Beasan Upavas care permite credinciosului doar două mese pe zi, între răsăritul și apusul soarelui și Ekasan Upavas care se limitează doar la una în același interval de timp, etc. Jainismul include și forme extreme de ajunare: renunțarea completă la mîncare (și uneori și la apă) pentru două (Chaththa Upavas), trei (Aththama Upavas) sau opt zile (Atthai Upavas), postirea în decursul unei luni întregi (Masaksamana Upavas) sau înfometarea până la inaniție și moarte (Santara Upavas). Această ultimă modalitate de postire înlătură cu eficiență karma și este considerată de jainiști o glorificare a spiritului, o răsplată spirituală, un sacrificiu al materiei pentru descoperirea adevărului constant și absolut. După filozofia jainistă, moartea voluntară prin înfometare lentă nu este un suicid pentru că nu se produce în urma unei frenezii emoționale spontane, ci este acțiune premeditată, o soluție la care se ajunge după o analizare matură și rațională a lumii. Un jainist nu recurge la acest tip de post decât când simte că i se apropie moartea și că și-a îndeplinit toate îndatoririle în viața curentă. Astăzi, practica Santara stârnește controverse în India și în exteriorul ei, iar în statul indic Rajasthan un avocat va duce demersuri pentru scoaterea inaniției voluntare în afara legii.
Perioada cea mai propice postului este cea a sărbătorilor religioase și a zilelor sfinte. Paryushan, cea mai proeminentă sărbătoare din calendarul jainist, se desfășoară timp de opt sau zece zile în timpul musonului de vară și este intens dedicată postirii (musonul de vară însuși este o perioadă a postirii conform jainismului). Pe lângă aceste momente festive, un credinios poate ajuna oricând simte că a greșit sau dorește o purificare ontologică. Acest katharsis  jainist cuprinde nu doar elementul de purificare trupească prin refuzul sau limitarea alimentelor, ci, mult mai important, integrează purificarea spirituală, îndepărtarea simplei dorințe și nevoi de a mânca, fără de care simplul post ar fi nefolositor și superfluu.

### Venerarea imagistică

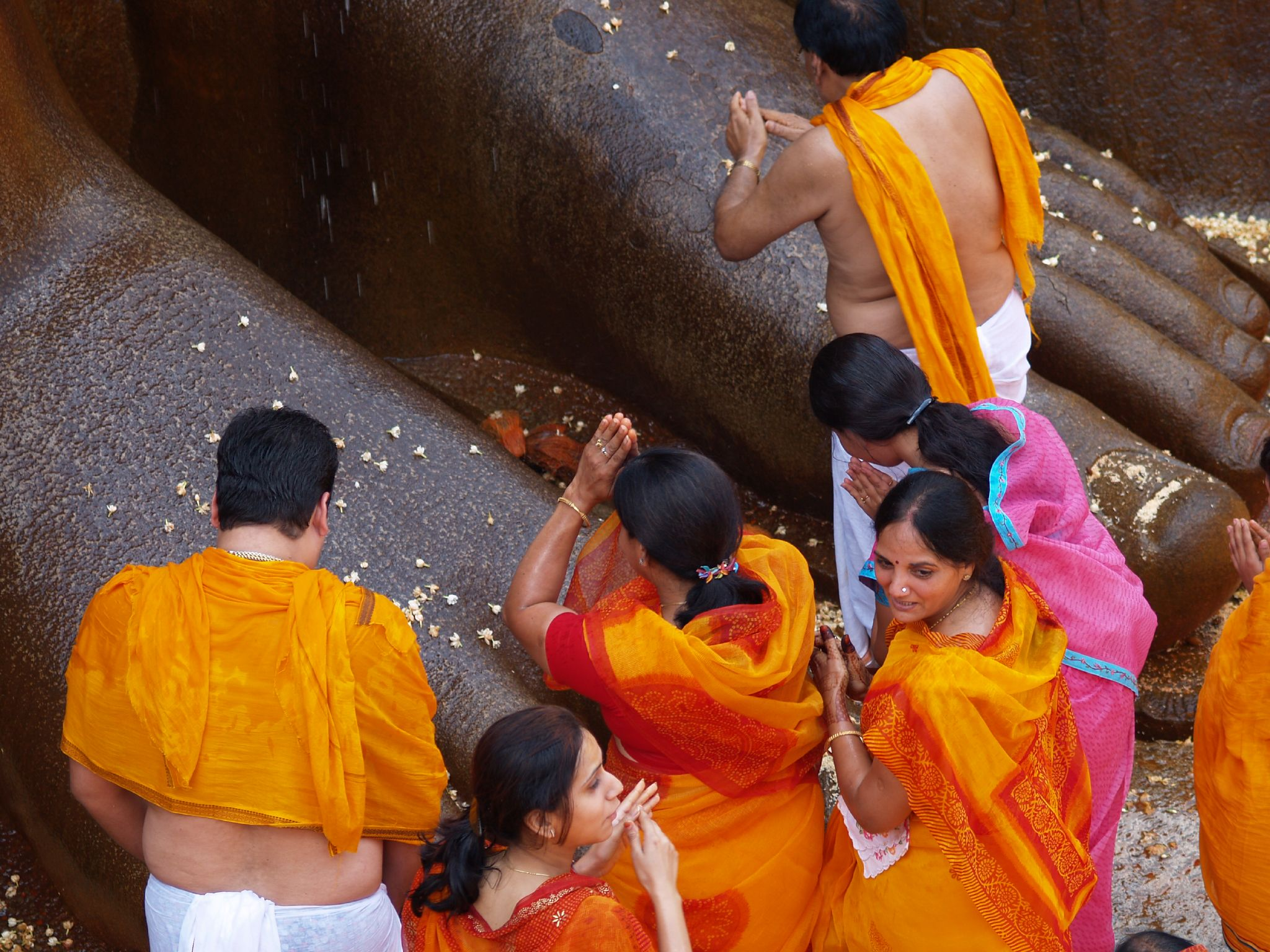
Credincioși jainiști rugându-se la picioarele imensului monolit al lui Bahubali.

Venerarea templelor datează încă din cele mai vechi etape ale jainismului, precedând nașterea lui Mahavira. În textele mai vechi, zeii sunt descriși ca aducând omagii imaginilor și relicvelor tirthankarașilor în templele celeste. Deoarece Mahavira nu s-a pronunțat pentru sau împotriva iconografiei și a lăcașelor de cult, venerarea imaginilor a devenit o componentă esențială a tradiției jainiste. Numeroase reprezentări ale tirthankarașilor de la începutul primului mileniu au fost descoperite într-o stupă jainistă la Mathura în Uttar Pradesh. Ipostazele timpurii ale profeților jainismului sunt cele meditative ale poziției lotus, sau cele în care stau în picioare cu o atitudine de revocare a trupului; modul de distingere a tirthankarașilor se face prin inscripții ale numelui aplicate pe piedestaluri. În următorii ani, iconografia jainistă cunoaște niște inovații: în secolul al V-lea apar simbolurile specifice fiecărui profet (majoritatea totemice: Mahavira - leul, Parshva - șarpele, Munisuvrata - țestoasa, Rishabha - taurul, etc.), iar în secolul al IX-lea apar cele 24 de shasanadevatas, zeițele doctinei, asociate câte unui tirthankara. Unele zeițe, cum ar fi Ambika ("Mica Mamă") continuă să fie proeminentă ca centru al devoțiunii jainiste.
Astăzi ceea ce înțeleg jainiștii prin venerarea (puja) unei imagini este neclar și foarte diferit de principiile celorlalte credințe. Conform doctrinei, care contrazice cultul, devoțiunea ar fi ineficace și nenecesară. Însă jainiștii nu se roagă pentru a îmbuna zeii sau pentru a aștepta o răsplată, ci vor să obțină prin practica devoțiunii diciplina necesară concentrării la idealurile spiritule și la dobânirea detașării de karma. Ei nu se închină la imaginea în sine, ci o folosesc ca pe un instrument, ca pe un punct de plecare pentru a o transcende și a înțelege niște adevăruri deghizate. Bineînțeles că din cauza unor influențe hinduse și a unei perceperi mai superficiale a jainismului, există și unele temple în care se aplică concret venerarea ființei tirthankarașilor. 
„Unele religii propăvăduiesc că individul poate fi salvat prin devoțiunea către Dumnezeu, salvatorul, sau încarnările și intermediarii acestuia. Jainismul ne instruiește că putem obține pacea și fericirea adevărată doar purtându-ne și gândind corect”
(Acharya Kundakunda)

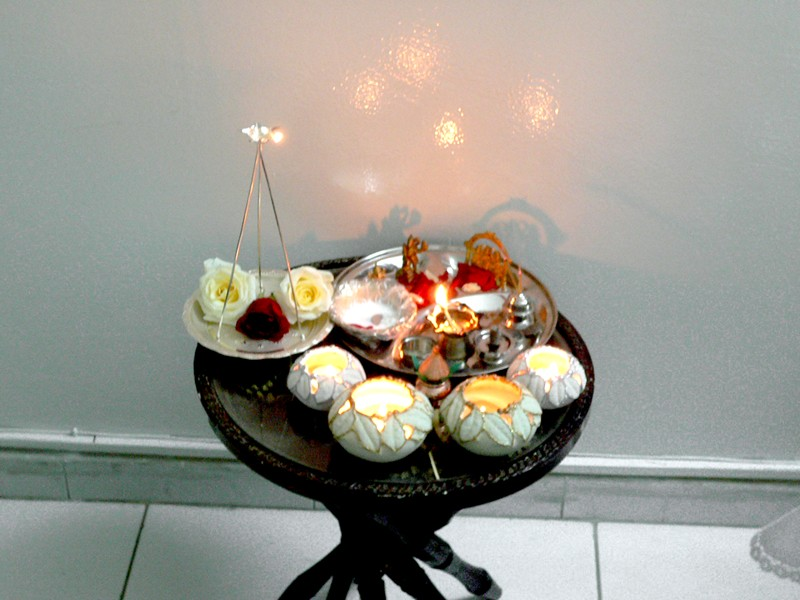
Ofrande aduse de sărbătoarea hinduso-jainistă Divali.

Fiind o datină exclusiv a laicilor, devoțiunea nu se limitează doar la tirthankarași, ci este consacrată și altor entități preeminente din punct de vedere spiritual:  siddha (sufletele eliberate), sidhu (călugări), dharma (învățătura religioasă, dogma), arhați (ființele demne de adorare), lokottami (entități superioare) și mangali (entități aducătoare de noroc). De obicei imaginea statuară sau bidimensională a obiectului venerației este dispusă pe altarul central al templului jainist sau pe altarul improvizat într-o locuință. În templu reprezentarea principală și centrală a ființei venerate este însoțită de înfățișări subsidiare ale aceluiași personaj. Cultul devoțional este ornamentat de imnuri de laudă, rugi, formule sacre și daruri materiale cu valoare simbolică. Astfel credincioșii aduc imaginii sfinte jertfe ca florile, semnificând conduita omului, puritatea și frumusețea tuturor formelor de existență, tămâia, emblema vieții ascetice, lumânările, care amintesc de conștiința pură, neîncărcată de karma, orezul de casă, sămânță care nefiind capabilă să mai germineze face trimitere spre întruparea ultimă urmată de eliberare, mâncarea dulce, a cărei oferire este analoagă detașării de lume, fructele, simbolul mokshei, etc.. Unele statui sunt îmbăiate, în timp ce svetambarașii le decorează cu veșminte și podoabe.

### Templele și rolul acestora

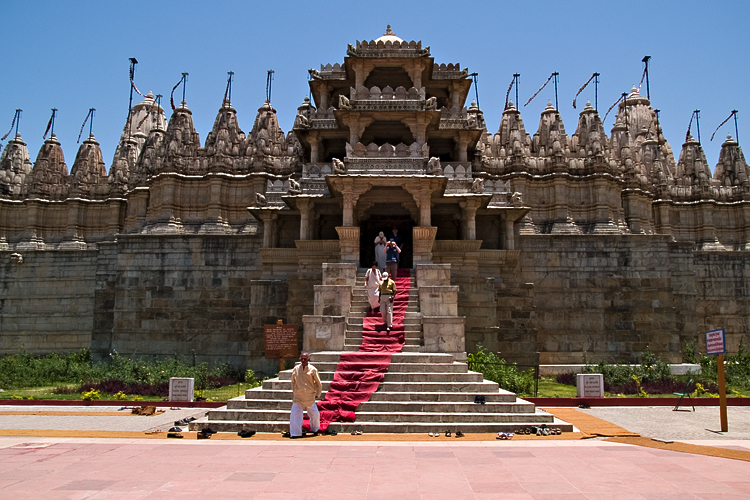
Intrarea în marele templu din Ranakpur, Rajasthan, India, unul din cele mai importante cinci destinații ale pelerinajului jainist.

Templele jainiste (derasar sau basadi) sunt foarte răspîndite în subcontinentul indian și variază de la construcții grandioase și elaborate, la locașuri simple și lipsite de ornamentație. Înfățișarea unui templu jainist diferă în funcție de ramura religioasă pe care o satisface: un templu digambarist are sculpturi nedecorate și nepictate, în timp ce într-unul svetambarist se găsesc statui înveșmântate, vopsite, poleite cu aur și argint, încrustate cu pietre prețioase (mai ales în frunte). Majoritatea templelor sunt construite în marmură și după structura lor arhitectonică se împart în Shikar-bandhi, cele având cupolă, și Ghar derasar, cele fără cupolă. Templele Shikar-bandhi mai au și o altă particularitate: coloanele sculptate din marmură care înfățișează diferite ipostaze ale unor ființe divinizate. Partea principală a construcției este „Ghabaro”, o sală în centrul căreia este expusă imaginea măreață a unui tirthankara. Există diferite restrcții cu privire la intrarea într-un templu jainist: de exemplu un credincios trebuie să aibă trupul curat și poarte hainele purificate, specifice ritualurilor de devoțiune.
Rolul cultic al templului este acela de spațiu în care un jainist își îndeplinește rugăciunea, meditațiile, ritualurile, în care cântă imnuri sacre sau ascultă predicile unui călugăr. Unele temple cu semnificație istorico-religioasă mai reliefată sunt obiect de pelerinaj. Destinații pentru pelerini au existat încă din India medievală, în locuri în care se consideră că s-au desfășurat momente importante din viața unui tirthankara. Câteva din aceste destinații vor fi distruse de invazia islamică a Indiei. Astăzi cele mai cunoscute temple jainiste sunt localizate în Palitana, Shankeshwar, Samet Shikhar, Vataman, Mumbai, Ahmedabad.

### Sărbători cu semnificație religioasă
La fel ca celelalte comunități din India, jainiștii au un calendar îmbogățit de sărbători religioase, care constituie focare de spiritualitate transcendentă într-o temporalitate ciclică. Majoritatea zilelor cu conotație religioasă sunt dedicate nașterii, morții sau nirvanei unui tirthankaras.
Cea mai pregnantă sărbătoare este Paryushana, care se desfășoară timp de zece zile în calendarul digambarist sau opt zile în cel svetambarist în luna Bhadrapada (august-septembrie). Numele acestei festivități se traduce prin "a sta în propriul loc", "a sta aproape de sine", fapt ce trădează scopul ei, acela de a reflecta asupra învățăturilor jainiste, de a se căi și de a observa "cele zece virtuți cardinale": iertare, caritate, adevăr, autocontrol, post, detașare, umilință și abstinență. (Cuvântul "Paryushana" poate avea și o altă etimologie, structurile "upshamana", însemnând "a suprima" și "ushan", "a arde", făcând referire la abolirea dorinței și a karmei.) Alte obiceiuri specifice Paryushanei sunt ritualurile devote (puja) și postirea, pe care unii o îndeplinesc în toate cele 8-10 zilele, deși nu este absolut necesar: scrierile jainiste recomandă cel puțin trei zile. Imperioasă este însă ajunarea în timpul ultimei zile, care este și cea mai importantă a sărbătorii. Textului sacru Kalpa Sutra, care dezvoltă în special descrierea vieții lui Mahavira, i se acordă o reverență specială în perioada festivalului, el este citit și comentat în a treia zi de un grup de asceți în fața enoriașilor. În a cincea zi, cele 24 de vise profetice ale mamei lui Mahavira, regina Trishala sunt expuse și demonstrate. În ultima zi are loc ritualul pocăinței, Pratikraman, în care credincioșii își mărturisesc păcatele și se angajează să nu le mai repete. La puțin timp de la încheierea Paryusanei există obiceiul de a organiza o masă festivă, la care jainiștii se întrunesc în număr mare, indiferent de statutul social, și își reînnoiesc prieteniile și relațiile pașnice.
O altă ceremonie religioasă remarcabilă este Oliji, celebrată de două ori pe an, în lunile Chaitra (martie - aprilie) și Aswin (septembrie - octombrie), timp de 9 zile, între ziua a 7-a și a 15-a a unei luni pline. Este o sărbătoare închinată postului (total sau parțial), recitării textelor sacre, meditării asupra celor trei giuvaeruri jainiste și în special a venerării de tip Siddha-chakra. Acest ultim ritual decurge astfel: pe o tăbliță circulară de lemn sau piatră, sau pe o farfurie de argint se trasează opt raze care împart cercul în opt sectoare. În fiecare sector este scris câte un cuvânt de referință pentru filozofia jainistă: siddha (sufletul eliberat), sadhu (ascetul), acharya (liderul spiritual),  upadhyaya (învățătorul), darashana (sanscrită, "viziune"), jnan (sanscrită, pali, "înțelepciune"), charitra (comportare) și tapa / tapasya (austeritate). În centrul cercului tronează termenul arihanta (cuceritorul dorinței). Fetișul este folosit în riturile puja, iar cele nouă nume sunt rostite succesiv și venerate.
Mahavira Jayanti comemorează nașterea lui Mahavira și se fixează într-o zi din luna Chaitra și are o importanță semnificativă. Cu ocazia acestei sărbători jainiștii se adună pentru a auzi expunerea doctrinei promovate de Mahavira, iar experiențele onirice inedite ale mamei sale înaintea aducerii pe lume a viitorului profet sunt prezentate dramatic. Au loc procesiuni de stradă, în care figura centrală o constituie o imagine grandioasă a ultimului tirthankaras.
Diwali este o sărbătoare comună a hindușilor și jainiștilor, situată într-o dată din luna Kartika (octombrie - noiembrie). Dacă hindușii văd în ea o zi a luminii, speranței și triumfului forțelor benefice asupra răului, pentru jainiști ea semnifică ziua în care Mahavira și-a expus ultimele învățături și a acces spre nirvana. Se spune că profetul a ținut o predică faimoasă chiar în ziua eliberării sale, până târziu în noaptea zilei Diwali. Se spune că optsprezece regi indieni din nord care asistaseră la predică au hotărât atunci să aprindă simbolic o lampă sugerând că propovăduirile lui Mahavira nu vor fi uitate. Astfel, ziua Diwali mai este numită de jainiști și Dipawali (dipa însemnând lampă). Cu ocazia acestei sărbători enoriașii se întâlnesc în temple și își oferă niște dulciuri de formă sferică, numite laddu. Mulți jainiști vizitează tărâmul sfânt de la Pawapuri, Bihar, unde, conform tradiției, Mahavira și-a trăit ultimele clipe.
Kshamavaani este "ziua iertării" din calendarul jainist și se serbează în a 14-a zi a lunii Bhadrapada. Iertarea greșelilor celorlalți și absolvirea de propriile greșeli sunt primii pași înspre moksha, dar au și scopul de a solidifica o comuniune pașnică, lipsită de antipatii, de a ușura sufletul de povara păcatului și de a reînnoi și purifica timpul. În această zi predomină folosirea expresiei "Micchami Dukadam" care imploră celor din jur iertarea.

## Literatura sacră

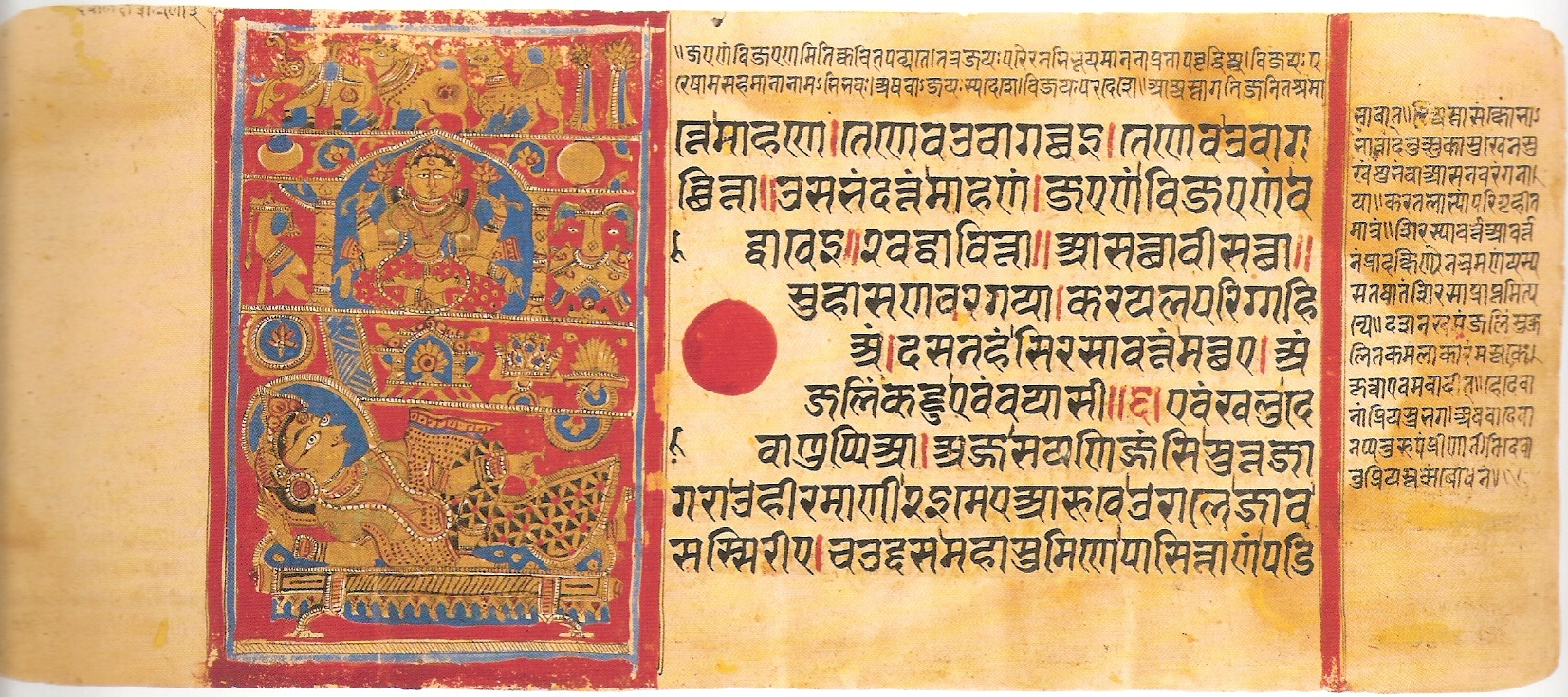
Manuscris jainist înfățișând visele mamei lui Mahavira, Trishala.

Scripturile ce conțin predicile lui Mahavira sunt numite agame și s-au transmis la început într-o formă orală, memorate fiind de călugării jainiști cărora le era interzis să posede sau să scrie cărți, ca parte a jurământului non-achiziției. Teologia jainistă nu s-a oprit la moartea lui Mahavira, ci a fost dezvoltată și de învățăturile unor asceți, învățături care au trebuit și ele învățate, astfel încât cantitatea de texte din memoria colectivă a monahismului a crescut continuu. Refuzul de a scrie, care a durat câteva secole, nu va avea decât consecințe negative asupra literaturii jainite. Multe din cuvintele rostite de Mahavira au fost pierdute, textele au fost uitate sau învățate greșit. În 350 î.Hr., o foamete s-a abătut asupra Indiei și a comunității jainiste, ucigând un mare număr de călugări și odată cu ei memoria unor lucrări sacre. Digambariștii consideră că toate agamele au fost pierdute în timpul foametei, iar svetambariștii, dimpotrivă, consideră că o bună parte a lor a reușit să se conserve. Aceste concepții diferite cauzează astăzi diferențele de rol pe care le ocupă scripturile în sectele jainiste. Amândouă ramurile principale sunt de acord însă că un grup de texte numite Purvas s-a pierdut în urma calamității. După foamete, călugării svetambariști au ținut câteva conferințe pentru a stabili care sunt cele mai importante texte jainiste și pentru a le transpune în formă scrisă. Conferințele au periclitat unitatea sectei Svetambara și au dus mai târziu la apariția unor sub-secte, dar au avut și meritul de a fi eternizat literatura jainistă. De atunci s-a renunțat la măsura absurdă de a nu permite asceților să dețină cărți religioase.
Primele scrieri canonice jainiste au fost scrise în limba ardhamagadhi, cu toate că mai târziu, în secolul I d.Hr., sanscrita i-a preluat atribuția constituind mediul lingvistic în care s-au scris lucrări importante ca Tattvartha Sutra, puranele, sravakacarele, etc. Literatura jainistă a contribuit și la afirmarea unor limbi cu o utilizare mai redusă, cum ar fi tamila (folosită în Tirukural, Cilappatikaram și Jivakachintamani) și kannada (Vaddaradhane). Limba apabhramsha, de exemplu, o formă nordică de dialect a sanscritei, are aproape toate textele cunoscute abordând o temă jainistă. Alte limbi sub care s-au dezvoltat scrierile jainiștilor au fost pracrita, abanonată de această religie în sec. al X-lea, și hindi, folosită în ultimele 8-9 secole.
Întreaga literatură sacră a jainismului, în forma ei prezentă, apare cu mult după moartea lui Mahavira, încât nu se poate garanta gradul de puritate al învățăturilor transmise și ce anume a fost alterat, modificat sau adăugat după încheierea ciclului profetic al celor 24 de tirthankarași.
Sfera de interes a literaturii jainiste nu se rezumă doar la religie și filozofie, ci integrează și alte domenii de specialitate cum ar fi astronomia, astrologia, logica și matematica. Câțiva matematicieni jainiști cunoscuți sunt Virasena, Mahaviracharya, Hemachandra și Mahendra Suri.
Textele religiei jainiste se împart în texte canonice, cu o autoritate centrală, și texte necanonice, cu valoare periferică, care nuanțează și explică mai bine doctrina. Screrile canonice sunt următoarele: 
- 41 de sutre: 11 angas, 12 upangas, 5 chedas, 5 mulas și 8 lucrări diverse cum ar fi Kalpa Sutra, Bhadrabahu, Nandi Sutra, etc.
- Prakarnikas, niște scrieri neclasificate
- 12 niryuktis sau comentarii
- Mahabhashya sau marele comentariu[60][61]

Textele necanonice nu formează miezul literaturii jainiste, dar contribuie substanțial la înțelegerea religiei. Ele diferă în funcție de sectele jainiste.

## Simbologie

Svastica este unul dintre simbolurile jainismului. Credincioșii utilizează boabe de orez pentru realizarea unor astfel de svastici în jurul altarelor, în timpul ritualurilor puja.

Simbolurile jainiste poartă amprenta influențelor indiene și au unele asemănări cu motivele hinduse sau budiste. Iconografia religioasă abundă de simboluri, fiecare tirthankara având propriul însemn reprezentativ, lanchhana. De exemplu Rishabna, primul profet este reprezentat printr-un taur, Ajitnath, al doilea, printr-un elefant, Sambhavanath, printr-un cal, Abhinandannath, printr-o maimuță, Parshva prin șarpe, iar Mahavira prin leu. Deși majoritatea simbolurilor tirthankarașilor sunt alese din sfera faunei, există și excepții ca lotusul (pentru Padmaprabha), luna (Chandraprabha), vasul (Mallinath), etc. Dintre toate aceste semne cel mai sacru este svastica, care își depășește condiția de pecete a celui de-al șaptelea tirthankara, Suparshvanath, și devine un simbol foarte uzitat de jainiști. Fiecare templu sau carte sacră trebuie să conțină o svastică, iar la începutul și la sfârșitul ceremoniilor de venerație acest semn este creat din boabe de orez în jurul altarului în repetate rânduri. Conform tradiției, cele patru brațe ale ei reprezintă cele patru existențe pe care le poate avea sufletul prin reîncarnare: om, plantă / animal, ființă celestă și demon.. De obicei deasupra svasticii sunt așezate trei puncte care fac referire la calea trinitară către mântuire (credință - cunoaștere - purtare), sau care simbolizează cele trei lumi ale universului în care sufletul se naște, trăiește, suferă și moare: zona joasă (iadul), zona mediană (pământul), zona superioară (cerul).  Ascendent celor trei puncte se folosește un nou simbol jainist, o semilună întoarsă cu coarnele în sus, care întruchipează tărâmul absolut Moksha, aflat la marginea universului, care transcende cele trei lumi cunoscute și care este adăpost pentru sufletele eliberate. Un punct in interiorul semicercului selenar întruchipează sinele eliberat, siddha.

Simbolul jainist al silabei om

Un alt simbol jainist este silaba "om" și reprezentarea acesteia. În hinduism, "om" este silaba sacră a genezei, este sinonim cu "Logosul" creator al grecilor; jainiștii vor vedea în acest cuvânt o formă reverențioasă de a numi cele cinci parameshthis, sau ființe evoluate spiritual: Arihantas (sau tirthankarașii), Siddhas (eliberații), Acharyas (învățătorii), Upadhyayas (preceptorii) și Munis / Sadhu (călugării). Rostirea prelungă, din adîncul ființei a acestei silabe indiene este de fapt în jainism o contaminare a celor cinci inițiale din numele celor cinci parameshthis: A+A+A+U+M. "Om" mai simbolizează și primele cinci versuri din Navakar Mantra, cea mai sfântă rugăciune a jainismului.
Triratna este un alt simbol jainist și se prezintă sub forma unei bijuterii întreite care face aluzie la cele trei giuvaeruri jainiste. Îndeplinește astfel același rol ca cele trei puncte de deasupra svasticii. Roata (Chakra), un motiv folosit în simbologia jainistă pentru a sugera perfecțiunea învățăturilor se prezintă în două moduri: Dharmacakra, roata cu 24 de spițe a tirthankarașilor și Siddhachakra, care seamănă cu o floare cu nouă petale. Deopotrivă, palma desfăcută este recunoscută ca un simbol jainist al nonviolenței (deseori, pe palmă este scris cuvântul Ahimsa), al renunțării și al stopării succesiunii întrupărilor.
Sunt considerate simboluri și unele imagini relatate ca vise de mamele unor tirthankarași ca Mahavira. Spre exemplu, reveriile reginei Trishala sunt deseori amintite de jainiști în diferite ceremonii ca dovezi ale autenticității misiunii lui Mahavira. Se spune că aceasta ar fi visat un elefant, un taur, un leu, pe zeița Lakshmi, niște flori, o lună plină, soarele, un stindard imens, o urnă de argint, un lac împânzit de lotuși, o mare albă ca laptele, un vehicul celest, un morman de giuvaeruri, un foc lipsit de fum, o pereche de pești și un tron.

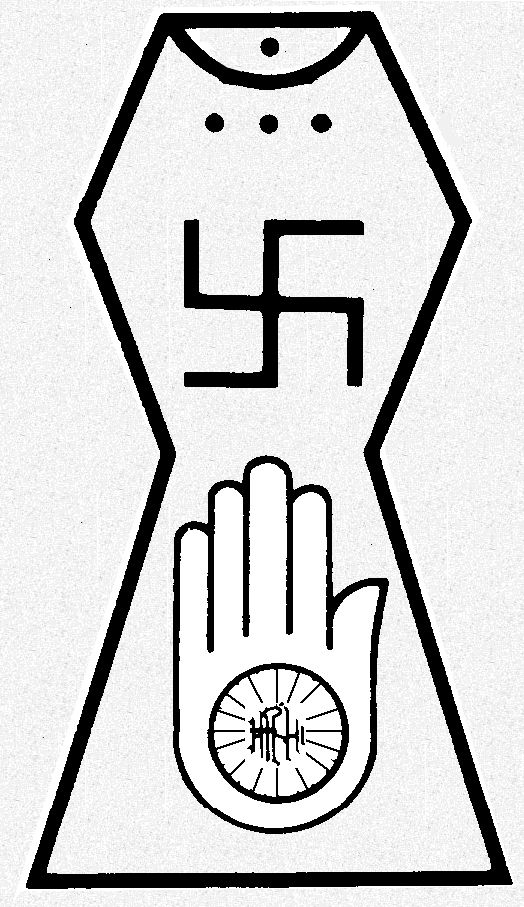
Emblema jainismului creată în 1974.

În anul 1974, la sărbătorirea a 2500 de ani de la nirvana ultimului tirthankara, adepții religiei jainiste creează o emblemă reprezentativă a doctrinei lor, care îmbină multe din simbolurile tradiționale. Geometric, figura seamănă cu un om odihnindu-se în picioare, cu picioarele depărtate și brațele pe lângă șolduri, adică forma pe care o are universul, după cosmologia jainistă. Sub emblemă este de obicei scris textul "Parasparopagraho Jivänäm", ceea ce înseamnă aproximativ "Ajutor mutual între toate ființele". Cercetând de la bază la vârf imaginea, se recunosc următoarele simboluri: mâna cu dharmachakra și cuvântul ahimsa, svastica, cele trei puncte, semiluna și punctul superior al sufletului eliberat. În Occident, svastica este înlocuită cu silaba "om", din cauza conotațiilor negative și nefavorabile pe care le-a căpătat semnul inițial în această zonă.
Ashta Mangala
În tradiția jainistă cele opt simboluri de bun augur (Ashta Mangala) sunt purtătoarele unor semnificații spirituale adânci, a unor energii pozitive și asigură desfășurarea vieții sub bune auspicii. Fiecare enoriaș trebuie să formeze aceste simboluri din boabe de orez în fața icoanei unui Jina, înainte să înceapă ceremonialul devoțiunii. Cele opt semne sunt:
- Svastica (sathia) - semnifică pacea și bunăstarea
- Shrivatsa, un semn asemănător cu o floare de crin și un nod infinit, gravat pe pieptul tirthankarașilor în statui; semnifică puritatea sufletului.
- Nandyavartya - o svastică mai complexă cu nouă colțuri, o reprezentare a rodului meditației superioare.
- Vardhamanaka - două vase de lut cu gurile lipite, formând o lampă; simbolul sugerează creșterea bogăției, faimei și meritului prin grația oferită de Jinas. Imaginea lămpii redă totodată biruința luminii asupra întunericului, a cunoașterii asupra ignoranței.
- Bhadrasana - tronul sanctificat de Jinas. Este locul sacru pe care îl ocupă sinele eliberat, sau statutul onorific de care se bucură sufletele evoluate spiritual.
- Kalasha - vasul umplut cu apă pură, care semnifică înțelepciune și plenitudine.
- Minayugala - simbolul celor doi pești care sugerează revărsarea divinului în oceanul cosmic prin tirthankarași. Poate semnifica și învingerea karmei și a dorinței de către suflet, la fel cum peștele învinge lumea marină și devine stăpân peste aceasta.
- Darpana - oglinda. Este un simbol al reflexiei propriului sine, al autocunoașterii[66].

## Navakar Mantra
În ceremonialurile devote puja sunt adesea folosite  rugăciuni, poeme și silabe (मन्त्र - mantra) cu încărcătură mistică. Dintre acestea Navakar Mantra, Namokar Mantra sau Namaskar Mantra este cea mai importantă și a căpătat emblema de simbol al jainismului. Rugăciunea este compusă din unsprezece versuri dintre care primele cinci glorifică cele cinci tipuri de ființe (parameshthis) aflate pe diferite trepte ce duc spre izbăvirea spirituală, iar ultimele patru explică rolul fundamental al poemului. Aceste ultime patru versuri nu sunt recunoscute de sectele Digambara și Sthanakvasis și nu figurează în versiunea lor Namaskar Mantrei. Deși există diferențe minore între unele variante, textul aproximativ al rugăciunii este următorul:
| Versiunea 1   | Versiunea 2  | În caractere latine     | Traducere în română                              |
| ------------- | ------------ | ----------------------- | ------------------------------------------------ |
| णमो अरिहंताणं      | नमो अरिहंताणं     | Namo Arihantanam        | Mă închin la Arihant.                            |
| णमो सिद्धाणं       | नमो सिद्धाणं      | Namo Siddhanam          | Mă închin la Siddha.                             |
| णमो आयरियाणं      | नमो आयरियाणं     | Namo Ayariyanam         | Mă închin la Acharya.                            |
| णमो उवज्झायाणं     | नमो उवज्झायाणं    | Namo Uvajzayanam        | Mă închin la Upadhyaya.                          |
| णमो लोए सव्व साहुणं | नमो लोए सव्वसाहूणं | Namo Loe Savva Sahunam  | Mă închin la toți Sadhu.                         |
| एसो पंच णमोकारो    | एसो पंच नमुक्कारो  | Eso Panch Namokkaro     | Această reverențioasă mantră încincită           |
| सव्व पाव प्पणासणो  | सव्वपावप्पणासणो   | Savva Pav Panha Sanho   | Distruge toate păcatele și obstacolele,          |
| मंगलाणं च सव्वेसिम  | मंगलाणं च सव्वेसिं  | Mangalanam Cha Savvesim | Iar dintre toate repetițiile aducătoare de noroc |
| पढ्मम हवइ मंगलम | पढमं हवइ मंगलं  | Padhamam Havai Mangalam | A sa este cea dintâi și cea din frunte...        |